# Dongchimi
Dongchimi là một dạng kim chi với nguyên liệu là củ cải (su hào), cải thảo (cải bắp), hành, ớt xanh lên men, gừng, quả lê và nước muối. Bởi vì dong (hangul: 동; hanja: 冬) nghĩa là "mùa đông" còn chimi (hangul: 치미) là một từ cổ cũng có nghĩa là kim chi, nên món này có lẽ vốn là món kim chi để ăn vào mùa đông.
Dongchimi là một món ăn lên men giống như các loại kim chi khác, nhưng thời gian giữ lên men tương đối ngắn (2-3 ngày). Mặc dù có thể làm món này bất cứ lúc nào trong năm, nhưng người Triều Tiên thường chỉ làm món này vào mùa gimjang. Ở Bắc Triều Tiên, các tỉnh Hamgyeong và Pyeongan là những nơi nổi tiếng về món dongchimi.
Do có vị thanh và đậm, nước muối dongchimi thường được dùng làm nước chấm cho món dongchimi guksu (동치미국수 món mì lạnh với dongchimi) và naengmyeon, hoặc dùng với món tteok hoặc để chấm khoai lang luộc.